# Marcel Treich-Laplène
Marcel Treich-Laplène (Ussel, 24 de junio de 1860 - Grand-Bassam, 9 de marzo de 1890) fue un explorador y administrador colonial francés.

## Biografía

### Primeros años

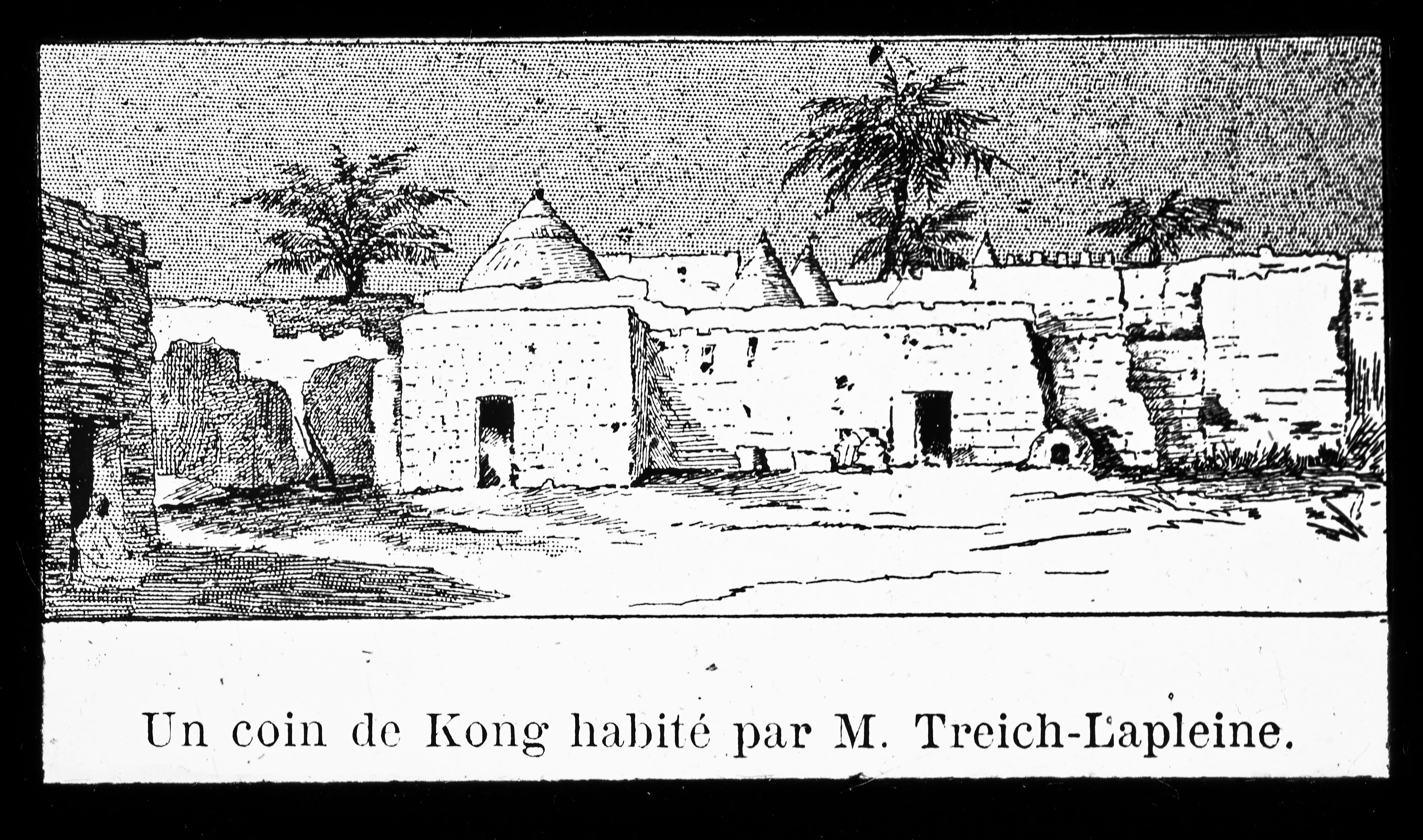
Casa de Kong en la que residió Treich-Laplène

Fue hijo de Gustave Treich-Laplène, alcalde de Ussel. Tras la muerte de su padre en 1882, Treich-Laplène suspendió sus planes de estudiar derecho y fue contratado como tutor en el instituto de La Rochelle. Allí conoció a Arthur Verdier, comerciante establecido en la costa del Golfo de Guinea y residente francés en Grand-Bassam. En 1883, empezó a trabajar en las plantaciones de Verdier en Elima, un pueblo de Costa de Marfil situado en la laguna Aby, en la región de Sud-Comoé. Ese mismo año, Treich-Laplène emprendió su primera expedición, pues dado que la plantación carecía de trabajadores para la cosecha, se le encargó reclutar trabajadores nativos del interior. Asimismo, se le dio la responsabilidad del Protectorado de Assini, y supervisó los movimientos de las fuerzas coloniales británicas que querían penetrar en la región.

### Expediciones por África
En el Congreso de Berlín sobre África se dispuso que las potencias occidentales debían materializar sus «zonas de influencia» mediante tratados con los jefes locales. Por ello, a Treich-Laplène se le encomendó realizar misiones exploratorias en Costa de Marfil y entablar amistad con los jefes tradicionales, bajo la presión de la competencia británica.
De regreso a Francia, presentó informes de sus exploraciones en la Sociedad de Geografía de París. En 1886, Treich-Laplène reemplazó a Verdier como residente de Francia en Costa de Marfil. En 1887, recibió el encargo de emprender una expedición al interior. Partiendo de Krinjabo, la misión se desplazó por Aboisso, y luego por Abengourou y Yacassé, en la cuenca del Komoé. Durante el viaje, negoció tratados con tres jefes de las regiones orientales de Costa de Marfil para consolidar el dominio francés, tratados que permitieron definir la actual frontera oriental de Costa de Marfil y detener el avance colonial británico desde Ghana. Posteriormente, regresó a Elima y luego pasó dos meses en Francia, intentando recuperarse de la malaria contraída en estos viajes.
En 1888, regresó a Grand Bassam y partió de nuevo hacia el norte para rescatar al explorador Louis-Gustave Binger, quien había salido de Senegal para asegurar la conexión Dakar-Grand Bassam a través del territorio mossi. En el camino, firmó tratados en Zaranou y Kawaré, y luego llegó a Kong, donde Binger se reunió con él en enero de 1889. Condujo a Binger —transportado en una hamaca— y su columna desde Kong hasta Grand-Bassam. Al llegar a este último lugar, Treich-Laplène se encontraba al borde de la muerte.

### Administrador colonial en Costa de Marfil
Treich-Laplène regresó a Francia desde la isla senegalesa de Gorea, y recibió tratamiento contra la malaria con altas dosis de quinina. Al regresar a Grand-Bassam de su convalecencia en Francia, había sido nombrado residente francés y administrador civil de primera clase. En este cargo, fue el primer administrador colonial de Costa de Marfil.
En enero de 1890, un conflicto con los habitantes de Jacqueville, manipulados por agentes ingleses, le llevó a lanzar una operación punitiva sobre este pueblo. Al poco de volver de esa misión, Treich-Laplène sufrió una fiebre hematúrica biliosa, una reacción alérgica a la quinina que bloquea la función renal, y falleció a bordo del vapor Ville de Maceió, en el que se iba a trasladar a Francia. Al día siguiente, su cuerpo fue devuelto a suelo marfileño y enterrado en el cementerio europeo de Grand-Bassam.